# Callisto (bướm đêm)
Callisto là một chi bướm đêm thuộc họ Gracillariidae.

## Các loài
- Callisto albicinctella Kuznetzov, 1979
- Callisto coffeella (Zetterstedt, 1839)
- Callisto denticulella (Thunberg, 1794)
- Callisto elegantella Kuznetzov, 1979
- Callisto insperatella (Nickerl, 1864)
- Callisto pfaffenzelleri (Frey, 1856)